# Pierre-Guillaume Marque
Pierre-Guillaume Marque OMI (ur. 23 listopada 1882 w Gardères, zm. 4 czerwca 1937) – francuski duchowny rzymskokatolicki, oblat, misjonarz, arcybiskup Kolombo.

## Biografia
2 kwietnia 1907 otrzymał święcenia prezbiteriatu i został kapłanem Zgromadzenia Misjonarzy Oblatów Maryi Niepokalanej.
16 grudnia 1929 papież Pius XI mianował go arcybiskupem Kolombo. 11 lutego 1930 przyjął sakrę biskupią z rąk delegata apostolskiego w Indiach abpa Edwarda Aloysiusa Mooneya. Współkonsekratorami byli biskup Kandy Bede Beckmeyer OSB oraz biskup Jaffny Alfred-Jean Guyomard OMI.
Arcybiskupem Kolombo był do śmierci 4 czerwca 1937.